# Shri Mahila Griha Udyog Lijjat Papad
Shri Mahila Griha Udyog Lijjat Papad, plus connu sous le nom de Lijjat ou Lijjat Papad, est une coopérative de femmes indiennes produisant divers biens de grande consommation. L'organisation a pour principal objectif de favoriser l'autonomie des femmes en leur offrant des possibilités d'emploi. Ouverte en 1959 avec un capital de départ de 80 roupies, Lijjat a un chiffre d'affaires annuel de l'ordre de 6,50 milliards de roupies (plus de 100 millions de dollars) en 2010, dont 290 millions de roupies en exportations. Il compte près de 43 000 employés en 2015. Lijjat est basée à Mumbai et a 81 branches et 27 divisions dans toute l'Inde.
Lijjat est principalement une industrie artisanale, d'origine urbaine, qui s'est propagé dans les zones rurales. Il est considéré comme l'une des plus remarquables initiatives entrepreneuriales par des femmes, lié à l'émancipation des femmes en Inde.

## Origine
En mars 1959, sept femmes de Girgaon, un quartier de Bombay, décident de monter une entreprise leur permettant de vivre de leurs talents, qui se résumaient à l'époque à la cuisine. Elles empruntent 80 roupies, soit 1,50 $, pour acheter la farine nécessaire au premier lot de papadums. Le succès commercial leur permet de rembourser le prêt, puis d'agrandir le cercle des productrices. Elles se constituent en coopérative au bout d'un an, avec l'objectif de n'embaucher que des femmes pauvres.

## Structure de l'organisation
Lijjat est basée à Mumbai et a 81 branches et 27 divisions dans toute l'Inde. En 2010, elle rassemble 42 000 femmes à travers le pays. Le comité de direction de la coopérative compte 21 femmes élues parmi les employées recrutées pour la production de papadums.

## Produits
La production de la coopérative couvre différents produits secs du quotidien : épices, farines, détergents.

## Contribution aux services sociaux
À plusieurs reprises, les sœurs-membres de Lijjat ont participé à des activités de travail social comme la distribution d'aliments nutritifs pour les enfants pauvres, l'institution de prix monétaires pour la propagation de l'enseignement primaire, des dons du sang, l'organisation de camps de santé et même des dons à des organismes gouvernementaux. En 1999, la ville de Mumbai distingue Rukminiben B. Pawar, présidente de Lijjat, comme une femme exceptionnelle dans le domaine du travail social.